# Балшем де, Хуго
Хуго де Балшем – средневековый английский епископ.
О происхождении Балшема ничего не известно, хотя во время спора о его избрании утверждалось, что он был рабского происхождения, а его имя наводит на мысль о связи с деревней Балшем в Кембриджшире. Он был монахом-бенедиктинцем в Или и впервые появляется в качестве заместителя настоятеля тамошнего кафедрального капитула.
После смерти Уильяма Килкенни в 1256 году монахи избрали его епископом Или, к неудовольствию короля Англии Генриха III и Бонифация Савойского, архиепископа Кентерберийского. Бонифаций объявил выборы недействительными и попытался посадить Адама Марша на престол. Обе стороны обратились к Риму. Избрание было подтверждено папой Александром IV в 1257 году.
Балшем издал закон, запрещающий продажу таинств. Он присутствовал на заседании парламента, состоявшемся в Лондоне в июне 1264 года, на котором было сформировано правительство Симона де Монфора. Большая часть времени Балшема была потрачена на устранение ущерба, нанесенного его епархии различными людьми, сначала королевскими администраторами во время предвыборного спора, а затем некоторыми сторонниками баронов, которые оккупировали остров Или в 1265 году. Епископ выпускал статуи для своей епархии и работал над улучшением управления епархией. Он пропагандировал культ Этельдреды, местной святой Или. Подарки монахам соборного капитула, а также церквям в его епархии способствовали укреплению его репутации хорошего епископа.
Балшем сыграл важную роль в ранней истории Кембриджского университета. В 1280 году он получил от короля хартию, позволяющую ему заменить светских братьев, проживающих в епархиальной больнице Святого Иоанна в Кембридже, "прилежными учеными"; вторая хартия четыре года спустя полностью отделила этих ученых от братьев больницы, и для них Балшем основал колледж Питерхаус (первый Кембриджский колледж). 
Балшем умер 16 июня 1286 года. Он был похоронен в соборе Или 24 июня 1286 года.
В своем завещании он оставил колледжу Питерхаус 200 фунтов стерлингов.